# فلورنسيو فاريلا
فلورنسيو فاريلا (بالإسبانية: Florencio Varela)‏ هي مدينة في محافظة بوينس آيرس في الأرجنتين. بلغ عدد سكانها 146,704 نسمة حسب إحصائيات سنة 2010، وهي عاصمة التقسيم الإداري فلورينسيو فاريلا. الرمز البريدي للمدينة هو B1888.